# IC 4248
IC 4248 — галактика типу Sb (компактна витягнута галактика) у сузір'ї Гідра.
Цей об'єкт міститься в оригінальній редакції індексного каталогу.